# EWK-42-Gruppe
Die EWK-42-Gruppe umfasste die zweiundvierzig wichtigsten Handelspartner der Eurozone. Für die Währungen dieser Länder wird der effektive Wechselkurs des Euros von der Europäischen Zentralbank berechnet. Mittlerweile umfasst diese Gruppe nur noch 41 Währungen, daneben gibt es noch eine noch kleinere Gruppe mit 12 Währungen.

## Liste der Länder
Die EWK-42-Gruppe umfasst zusätzlich zur EWK-23-Gruppe die folgenden Länder:
- Algerien
- Argentinien
- Brasilien
- Bulgarien
- Indien
- Indonesien
- Israel
- Kroatien
- Malaysia
- Marokko
- Mexiko
- Neuseeland
- Philippinen
- Rumänien
- Russland
- Südafrika
- Taiwan
- Thailand
- Türkei